# Oláhgorbó
Oláhgorbó (románul: Ghirbom, korábban Gârbova, németül: Bimbaum, erdélyi szász nyelven Birebum) falu Romániában, Fehér megyében. Közigazgatásilag Berve községhez tartozik.

## Fekvése
Gyulafehérvártól 20 km-re keletre, Oláhdálya, Berve és Vingárd közt fekvő település.

## Története
1309-ben Pirum néven jelentkezik először a forrásokban.
A települést szász telepesek alapították. Ezt bizonyítja, hogy 1309-ben Gudellin nevű papja egy, a királyföldi szász papok és a székeskáptalan közti perben szerepel.
A szász lakosok mellé a 15. században román jobbágyok települtek. A szászok a reformáció idején felvették a lutheránus vallást, de gyors ütemben megkezdődött asszimilálódásuk a román lakosság közé, melynek az következményeként a 18. századra a település megszűnt önálló egyházközség lenni és mint filiát, Vingárdhoz csatolták. A 19. század elejére már abszolút román többségűvé vált a falu.
A trianoni békeszerződésig Alsó-Fehér vármegye Kisenyedi járásához tartozott.

## Lakossága
1910-ben 1276 lakosa volt, ebből 1256 román, 18 magyar és 2 német nemzetiségűnek vallotta magát.
2002-ben 649 román lakosa volt.

## Látnivaló
- 1688-ban épített, Szent Miklós tiszteletére felszentelt ortodox fatemploma.